# Sebastián Uprimny
Sebastián Uprimny, né le 30 juin 1975 à Paris, est un athlète colombien. Il essaie de se qualifier pour l'épreuve de skeleton des Jeux olympiques d'hiver de 2014 qui se déroulent à Sotchi en Russie, mais n'y parvient pas. Il intègre la délégation colombienne présente aux Jeux olympiques d'hiver de 2018 à Pyeongchang en Corée du Sud. Il participe alors à l'épreuve de ski de fond et se classe 115e sur les 116 participants ayant terminé la course et sur les 119 au total.
Par ailleurs, il a travaillé temporairement  pour la chaîne de télévision Eurosport, traduisant des interviews de sportifs lors des Jeux olympiques d'hiver de 2002 à Salt Lake City aux États-Unis. 